# Bundesautobahn 29
La Bundesautobahn 29, abbreviata anche in BAB 29, è una autostrada tedesca che collega il porto di Wilhelmshaven, da dove inizia nell'abitato di Fedderwardergroden, con la località di Ahlhorn, dove termina immettendosi nell'autostrada BAB 1.
È in costruzione un piccolo tratto di circa 2 km nella zona di Wilhelmshaven.

## Percorso
| BAB 29 |           |                               |      |                |                |
| Tipo   | n° uscita | Indicazione                   | km   | Corrispondenze | Strada europea |
|        | 2         | Fedderwardergroden            | 92,0 |                |                |
|        | 3         | Wilhelmshaven                 | 90,4 |                |                |
|        | 5         | Wilhelmshavener (Kreuz)       | 84,1 |                |                |
|        | 6         | Sande                         | 79,6 |                |                |
|        | 7         | Zetel                         | 74,9 |                |                |
|        | 8         | Varel Bockhorn                | 67,0 |                |                |
|        | 9         | Varel - Obenstrohe            | 64,5 |                |                |
|        | 10        | Jaderberg                     | 58,8 |                |                |
|        | 11        | Hahn Lehmden                  | 53,4 |                |                |
|        | 12        | Rastede                       | 49,0 |                |                |
|        | 13        | Incrocio di Oldenburg Nord    | 44,0 |                |                |
|        | 14        | Oldenburg Ohmstede            | 37,8 |                |                |
|        | 15        | Oldenburg Hafen               | 34,8 |                |                |
|        | 16        | Incrocio di Oldenburg Ost     | 32,1 |                |                |
|        | 17        | Sandkrug                      | 25,6 |                |                |
|        |           | Area di servizio "Huntetal"   | 23,5 |                |                |
|        | 18        | Wardenburg                    | 22,1 |                |                |
|        | 19        | Grossenkneten                 | 12,8 |                |                |
|        | 20        | Ahlhorn                       | 6,6  |                |                |
|        | 21        | Confluenza di Ahlhorner Heide | 0,0  |                |                |